# Carex tamana
Carex tamana är en halvgräsart som beskrevs av Julian Alfred Steyermark. Carex tamana ingår i släktet starrar, och familjen halvgräs. Inga underarter finns listade i Catalogue of Life.